# Filharmonia Zabrzańska

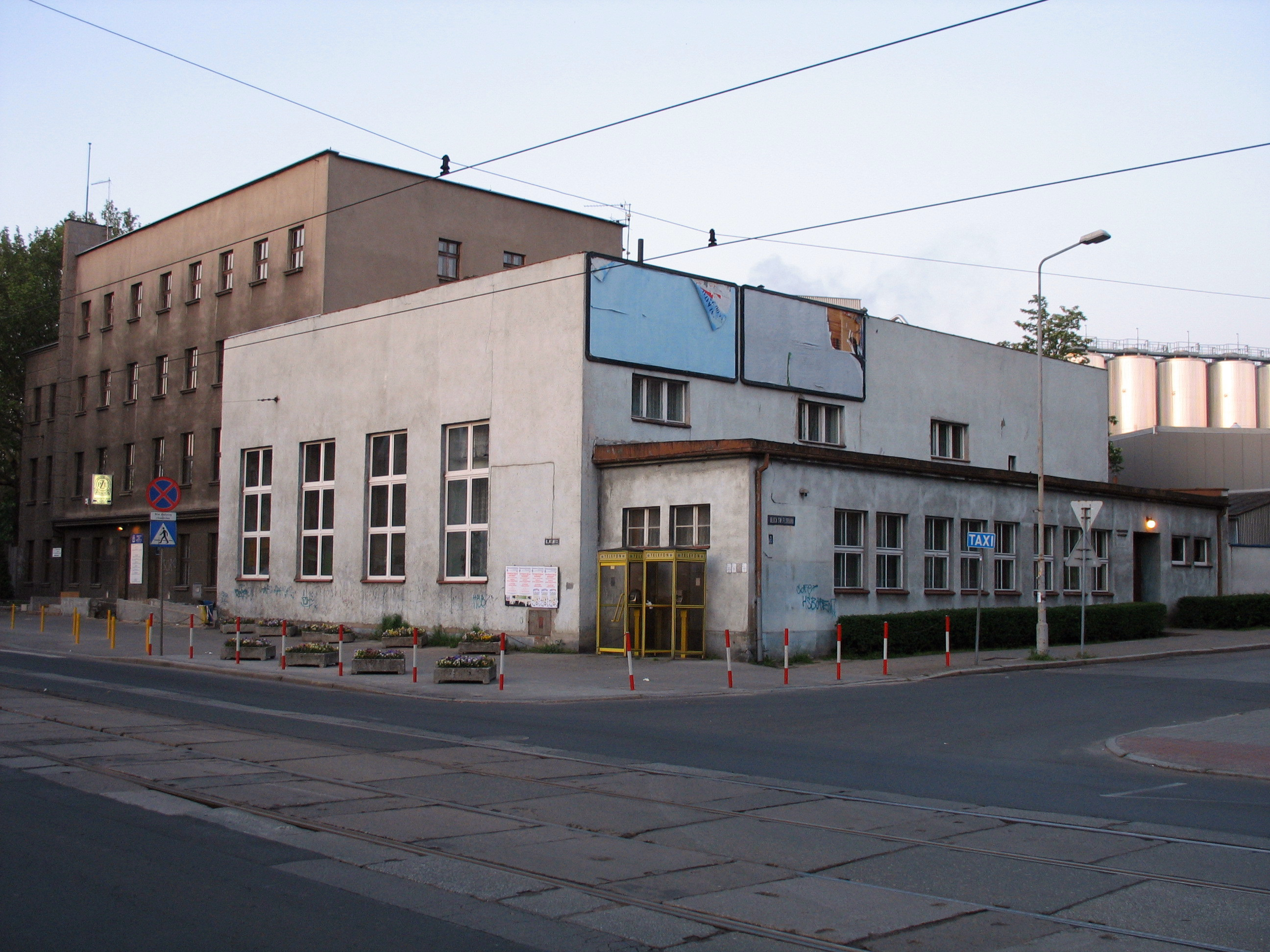
Budynek przy ulicy Wolności, do 2010 roku siedziba filharmonii

Filharmonia Zabrzańska - instytucja kultury miasta Zabrze,  założona w roku 1950  jako Filharmonia Górnicza Związku Zawodowego Górników. Jej celem działania była wówczas popularyzacja muzyki w środowisku robotniczym. Od początku prowadziła też działalność skierowaną na młodszych odbiorców – dzieci i młodzież.
Repertuar prezentowany w Filharmonii Zabrzańskiej ewoluował od operetek i oper, do koncertów typowo filharmonicznych.
W latach 80. XX w. zespół otrzymał nazwę "Filharmonii Państwowej", co było dowodem uznania władz.
W Filharmonii Zabrzańskiej występowało wielu uznanych artystów z kraju, z najsłynniejszych – dyrygenci: Grzegorz Fitelberg, Karol Stryja, Marek Pijarowski i soliści: Wiesław Ochman, Bernard Ładysz, Piotr Paleczny, Wojciech Waleczek, Krystian Zimerman i Halina Czerny-Stefańska, oraz artyści zagraniczni.
Orkiestra Filharmonii Zabrzańskiej bierze udział w licznych festiwalach, takich jak: im. Krystyny Jamroz w Busku-Zdroju, Międzynarodowy Festiwal Muzyki Sakralnej "Gaude Mater" w Częstochowie, im. Jana Kiepury w Krynicy, Śląskiej Trybunie Kompozytorów w Katowicach, Festiwal Gwiazd w Międzyzdrojach i innych. Występuje także na zagranicznych koncertach.
Filharmonia Zabrzańska prowadzi także działalność wydawniczą – jej orkiestra wydała 2 płyty CD, zrealizowano też nagrania występów dla TVP.
Jej dyrektorem naczelnym i artystycznym od 1990 roku jest Sławomir Chrzanowski.
Od roku 2010 Filharmonia ma swoją siedzibę w zabytkowym budynku (z roku 1911) dawnej Biblioteki Donnersmarcków. Fundatorem jej był zabrzański filantrop Guido Henckel von Donnersmarck.

## Źródła
- Leon Markiewicz, 50 lat Filharmonii Zabrzańskiej, Zabrze : Zabrzański Informator Samorządowy, 1999